# Barbora Tomanová
Barbora Tomanová (* 14. ledna 1992) je česká jezdkyně na koních, reprezentantka České republiky.
Na koni začala jezdit v jezdeckém areálu Dance and Jump ve svých jedenácti letech. Ve dvanácti si udělala základní zkoušky výcviku jezdce a začala závodit. Jeden z jejich prvních koní byl Coloman. Mezi její koně také patřili Kohen, Clark12, Carful Franc Josef, Scarface a Sorceres. Jezdila, také Clintona a Crocodile Dandee.
V současné době vlastní Zerafinu, Zafyruse a několik koní ze své Jezdecké školy D&J
Studovala na University of New York in Prague.
Vyhrála v několika kolech mistrovství České republiky, také se zúčastnila mistrovství Evropy. Vyhrála a účastnila se také závodů stupně CSI.